# Helton Leite
Helton Brant Aleixo Leite, mais conhecido por Helton Leite (Belo Horizonte, 2 de novembro de 1990) é um futebolista que atua como goleiro. Atualmente, joga pelo Fortaleza.

## Clubes
Helton Leite tem passagens pelas bases de Atlético Mineiro, América Mineiro, Goiás e Grêmio. Como profissional, atuou também pelo Corinthians Paranaense (atual J.Malucelli), Boa Esporte e esteve no Ipatinga que foi rebaixado para a Série C do Campeonato Brasileiro.

### Criciúma
Foi contratado ainda no fim de 2012 pelo Criciúma.  Helton Leite revelou que o principal motivo por ter optado pelo Criciúma foi ter visto do banco de reservas do Ipatinga uma vitória de virada sobre seu ex-clube. Foi apresentado pelo Criciúma em 8 de janeiro de 2013 junto com Darley.

### Botafogo
Em dezembro de 2013, foi contratado pelo Botafogo para a reserva de Jefferson. Diante do rival Fluminense, Helton foi titular na partida em que o Botafogo venceu por 3 a 0, pelo Campeonato Carioca. O goleiro ainda defendeu um pênalti cobrado pelo atacante Fred. Sua primeira partida internacional foi na vitória do Botafogo sobre o Olimpia na disputa por uma vaga na fase de grupos da Libertadores 2017. Nesse jogo, o Botafogo ganhou de 1x0. No segundo jogo contra o Olimpia, se lesionou no decorrer da partida e foi substituído por Gatito Fernández. Na decisão por pênaltis, o goleiro paraguaio se sagrou herói da classificação ao defender três cobranças. As boas atuações de Gatito nas partidas que se seguiram fizeram com que Helton perdesse espaço na equipe titular do Botafogo.

## Vida pessoal
Helton Leite é natural de Belo Horizonte e ganhou notoriedade por ter se destacado no Ipatinga. É filho da ex-voleibolista, Eliana Aleixo e do ex-goleiro João Leite, e faz parte da história do Futebol Clube do Porto. É irmão de Débora Leite, voleibolista, e da ginasta Daniela Leite.
Durante a sua apresentação no Criciúma, Helton Leite declarou:
| “ | Já ouvi comparações muitas vezes, mas faz parte. Não tem como. Tenho orgulho em ter ‘Leite’ no meu nome. Tento aproveitar mais o que o lado positivo me dá. Também tenho orgulho do pai que eu tenho. Tenho o ‘Leite’ no nome e quero continuar honrando, agora a camisa do Criciúma. | ” |

## Títulos
Criciúma
- Campeonato Catarinense: 2013

Botafogo
- Campeonato Brasileiro - Série B: 2015
- Taça Guanabara: 2015